# Recopa Sudamericana 2006
La Recopa Sudamericana 2006, denominada por motivos comerciales Recopa Visa Sudamericana 2006, fue la decimocuarta edición del torneo organizado por la Confederación Sudamericana de Fútbol, que enfrenta anualmente al campeón de la Copa Libertadores de América con el campeón de la Copa Sudamericana.
Los equipos que participaron fueron São Paulo de Brasil, ganador de la Copa Libertadores 2005, y Boca Juniors de Argentina, vencedor de la Copa Sudamericana 2005. Los mismos se enfrentaron en dos encuentros disputados los días 7 y 14 de septiembre de 2006, en las ciudades de Buenos Aires y São Paulo, respectivamente. Con un global de 4-3, Boca Juniors alcanzó su tercer título en la competencia, transformándose en el equipo con más consagraciones en la historia del torneo, récord que mantiene a la fecha y que posteriormente aumentaría su palmarés a cuatro.

## Equipos participantes
|  | Boca Juniors |  | Bandera de Argentina |  | Campeón de la Copa Sudamericana (2005) |
|  | São Paulo    |  | Bandera de Brasil    |  | Campeón de la Copa Libertadores (2005) |

## Sedes
| Buenos Aires                   | São Paulo                      |
| ------------------------------ | ------------------------------ |
| Estadio La Bombonera           | Estadio de Morumbi             |
| Capacidad: 49 000 espectadores | Capacidad: 72.039 espectadores |
|                                |                                |

## Resultados
| Bandera de Brasil | vs. | Bandera de Argentina |
| São Paulo 1 2     | vs. | Boca Juniors 2       |

### Partido de ida
| 7 de septiembre de 2006, 22:00 (UTC-3) | Boca Juniors     | 2:1 (0:1) | São Paulo          | Estadio La Bombonera, Buenos Aires                          |                                                             |
|                                        | Palacio 53', 63' |           | 30' Thiago Ribeiro | Asistencia: 45 426 espectadores Árbitro(s): Carlos Amarilla | Asistencia: 45 426 espectadores Árbitro(s): Carlos Amarilla |

| 1          | POR        | Aldo Bobadilla          |     |
| 15         | DEF        | José Calvo              |     |
| 6          | DEF        | Daniel Díaz             |     |
| 3          | DEF        | Claudio Morel Rodríguez |     |
| 22         | DEF        | Juan Krupoviesa         |     |
| 21         | MED        | Sebastián Battaglia     | 46' |
| 5          | MED        | Fernando Gago           |     |
| 19         | MED        | Neri Cardozo            | 88' |
| 10         | MED        | Guillermo Marino        | 71' |
| 14         | DEL        | Rodrigo Palacio         |     |
| 9          | DEL        | Martín Palermo          |     |
| Entrenador | Entrenador | Alfio Basile            |     |

| 1          | POR        | Rogério Ceni   |     |
| 2          | DEF        | Alex Silva     |     |
| 3          | DEF        | Fabão          |     |
| 4          | DEF        | Edcarlos       |     |
| 7          | MED        | Mineiro        |     |
| 8          | MED        | Josué          |     |
| 23         | MED        | Lenílson       |     |
| 20         | MED        | Richarlyson    |     |
| 10         | MED        | Danilo         |     |
| 19         | DEL        | Thiago Ribeiro |     |
| 14         | DEL        | Aloísio        | 34' |
| Entrenador | Entrenador | Muricy Ramalho |     |

| 8  | MED | Pablo Ledesma   | 46' |
| 23 | MED | Jesús Dátolo    | 71' |
| 11 | DEL | Andrés Franzoia | 88' |

| 11 | DEL | Alex Dias | 34' 60' |
| 21 | MED | Souza     | 60'     |

| Anotado | 53' | Rodrigo Palacio | 1:1 |
| Anotado | 63' | Rodrigo Palacio | 2:1 |

| Anotado | 30' | Thiago | 0:1 |

| Amonestado | 34' | Fernando Gago   |
| Amonestado | 62' | Pablo Ledesma   |
| Amonestado | 90' | Juan Krupoviesa |

| Amonestado | 38' | Richarlyson |
| Amonestado | 44' | Edcarlos    |
| Amonestado | 80' | Mineiro     |
| Amonestado | 84' | Lenílson    |

| Árbitro             | Carlos Amarilla |
| Árbitros asistentes | Amelio Andino   |
| Árbitros asistentes | Manuel Bernal   |
| Cuarto árbitro      | Ricardo Grance  |

| 1          | POR        | Aldo Bobadilla          |     |
| 15         | DEF        | José Calvo              |     |
| 6          | DEF        | Daniel Díaz             |     |
| 3          | DEF        | Claudio Morel Rodríguez |     |
| 22         | DEF        | Juan Krupoviesa         |     |
| 21         | MED        | Sebastián Battaglia     | 46' |
| 5          | MED        | Fernando Gago           |     |
| 19         | MED        | Neri Cardozo            | 88' |
| 10         | MED        | Guillermo Marino        | 71' |
| 14         | DEL        | Rodrigo Palacio         |     |
| 9          | DEL        | Martín Palermo          |     |
| Entrenador | Entrenador | Alfio Basile            |     |

| 1          | POR        | Rogério Ceni   |     |
| 2          | DEF        | Alex Silva     |     |
| 3          | DEF        | Fabão          |     |
| 4          | DEF        | Edcarlos       |     |
| 7          | MED        | Mineiro        |     |
| 8          | MED        | Josué          |     |
| 23         | MED        | Lenílson       |     |
| 20         | MED        | Richarlyson    |     |
| 10         | MED        | Danilo         |     |
| 19         | DEL        | Thiago Ribeiro |     |
| 14         | DEL        | Aloísio        | 34' |
| Entrenador | Entrenador | Muricy Ramalho |     |

| 8  | MED | Pablo Ledesma   | 46' |
| 23 | MED | Jesús Dátolo    | 71' |
| 11 | DEL | Andrés Franzoia | 88' |

| 11 | DEL | Alex Dias | 34' 60' |
| 21 | MED | Souza     | 60'     |

| Anotado | 53' | Rodrigo Palacio | 1:1 |
| Anotado | 63' | Rodrigo Palacio | 2:1 |

| Anotado | 30' | Thiago | 0:1 |

| Amonestado | 34' | Fernando Gago   |
| Amonestado | 62' | Pablo Ledesma   |
| Amonestado | 90' | Juan Krupoviesa |

| Amonestado | 38' | Richarlyson |
| Amonestado | 44' | Edcarlos    |
| Amonestado | 80' | Mineiro     |
| Amonestado | 84' | Lenílson    |

| Árbitro             | Carlos Amarilla |
| Árbitros asistentes | Amelio Andino   |
| Árbitros asistentes | Manuel Bernal   |
| Cuarto árbitro      | Ricardo Grance  |

### Partido de vuelta
| 14 de septiembre de 2006, 22:00 (UTC-3) | São Paulo                               | 2:2 (1:1) | Boca Juniors              | Estadio de Morumbi, São Paulo                          |                                                        |
|                                         | Júnior 34' · Morel Rodríguez 85' (a.g.) |           | 40' Palacio · 75' Palermo | Asistencia: 19 861 espectadores Árbitro(s): Óscar Ruiz | Asistencia: 19 861 espectadores Árbitro(s): Óscar Ruiz |

| 1          | POR        | Rogério Ceni   |     |
| 2          | DEF        | Alex Silva     |     |
| 3          | DEF        | Fabão          |     |
| 4          | DEF        | Edcarlos       | 65' |
| 21         | MED        | Souza          | 84' |
| 7          | MED        | Mineiro        |     |
| 8          | MED        | Josué          |     |
| 10         | MED        | Danilo         |     |
| 6          | MED        | Júnior         |     |
| 19         | DEL        | Thiago         |     |
| 23         | DEL        | Lenílson       |     |
| Entrenador | Entrenador | Muricy Ramalho |     |

| 1          | POR        | Aldo Bobadilla          |       |
| 4          | DEF        | Hugo Ibarra             |       |
| 6          | DEF        | Daniel Díaz             |       |
| 3          | DEF        | Claudio Morel Rodríguez |       |
| 22         | DEF        | Juan Krupoviesa         |       |
| 8          | MED        | Pablo Ledesma           |       |
| 5          | MED        | Fernando Gago           |       |
| 19         | MED        | Neri Cardozo            | 81'   |
| 10         | MED        | Guillermo Marino        | 46'   |
| 14         | DEL        | Rodrigo Palacio         | 90+1' |
| 9          | DEL        | Martín Palermo          |       |
| Entrenador | Entrenador | Alfio Basile            |       |

| 11 | DEL | Alex Dias | 65' |
| 16 | MED | Ilsinho   | 84' |

| 23 | MED | Jesús Dátolo    | 46'   |
| 18 | DEF | Jonatan Maidana | 81'   |
| 11 | DEL | Andrés Franzoia | 90+1' |

| Anotado           | 34' | Júnior                  | 1:0 |
| Anotado · Autogol | 85' | Claudio Morel Rodríguez | 2:2 |

| Anotado | 40' | Rodrigo Palacio | 1:1 |
| Anotado | 75' | Martín Palermo  | 1:2 |

| Amonestado | 22' | Thiago |
| Amonestado | 71' | Fabão  |

| Amonestado | 20' | Daniel Díaz    |
| Amonestado | 50' | Neri Cardozo   |
| Amonestado | 88' | Martín Palermo |

| Árbitro             | Óscar Ruiz     |
| Árbitros asistentes | Eduardo Botero |
| Árbitros asistentes | José Navia     |
| Cuarto árbitro      | Alberto Duque  |

| 1          | POR        | Rogério Ceni   |     |
| 2          | DEF        | Alex Silva     |     |
| 3          | DEF        | Fabão          |     |
| 4          | DEF        | Edcarlos       | 65' |
| 21         | MED        | Souza          | 84' |
| 7          | MED        | Mineiro        |     |
| 8          | MED        | Josué          |     |
| 10         | MED        | Danilo         |     |
| 6          | MED        | Júnior         |     |
| 19         | DEL        | Thiago         |     |
| 23         | DEL        | Lenílson       |     |
| Entrenador | Entrenador | Muricy Ramalho |     |

| 1          | POR        | Aldo Bobadilla          |       |
| 4          | DEF        | Hugo Ibarra             |       |
| 6          | DEF        | Daniel Díaz             |       |
| 3          | DEF        | Claudio Morel Rodríguez |       |
| 22         | DEF        | Juan Krupoviesa         |       |
| 8          | MED        | Pablo Ledesma           |       |
| 5          | MED        | Fernando Gago           |       |
| 19         | MED        | Neri Cardozo            | 81'   |
| 10         | MED        | Guillermo Marino        | 46'   |
| 14         | DEL        | Rodrigo Palacio         | 90+1' |
| 9          | DEL        | Martín Palermo          |       |
| Entrenador | Entrenador | Alfio Basile            |       |

| 11 | DEL | Alex Dias | 65' |
| 16 | MED | Ilsinho   | 84' |

| 23 | MED | Jesús Dátolo    | 46'   |
| 18 | DEF | Jonatan Maidana | 81'   |
| 11 | DEL | Andrés Franzoia | 90+1' |

| Anotado           | 34' | Júnior                  | 1:0 |
| Anotado · Autogol | 85' | Claudio Morel Rodríguez | 2:2 |

| Anotado | 40' | Rodrigo Palacio | 1:1 |
| Anotado | 75' | Martín Palermo  | 1:2 |

| Amonestado | 22' | Thiago |
| Amonestado | 71' | Fabão  |

| Amonestado | 20' | Daniel Díaz    |
| Amonestado | 50' | Neri Cardozo   |
| Amonestado | 88' | Martín Palermo |

| Árbitro             | Óscar Ruiz     |
| Árbitros asistentes | Eduardo Botero |
| Árbitros asistentes | José Navia     |
| Cuarto árbitro      | Alberto Duque  |

|                                  |
| Bandera de Argentina             |
| Campeón Boca Juniors 3.er título |